# Johann Heinrich Wittmaack
Johann Heinrich Wittmaack, auch Jean Wittmaack (* 24. Juli 1822 in Kiel; † im Februar 1887 in Straßburg) war ein deutscher Maler, wissenschaftlicher Illustrator und Lithograph.

## Leben
Der Sohn eines Gastwirts ging 1838 mit 16 Jahren an die Königlich Dänische Kunstakademie, an der er Schüler von Johann Ludwig Lund war. 1843 erwarb der Kopenhagener Kunstverein sein Gemälde „Ein Bauernmädchen aus der Probstei“. Im Mai 1845 hatte er von der Akademie die kleine Silbermedaille und ein Stipendium erhalten, das ihm eine Reise nach Sankt Petersburg ermöglichte, wo er an einer privaten Kunstschule unterrichtete. Da er nicht bereit war, die russische Sprache zu erlernen, musste er diese Tätigkeit nach zwei Jahren aufgeben. Seine Ersparnisse ermöglichten ihm eine Reise durch Europa. Längere Zeit hielt er sich in London und Paris auf, danach in München, Dresden und Düsseldorf. Seit 1851 war er in Christiania (Oslo) als Zeichenlehrer tätig.

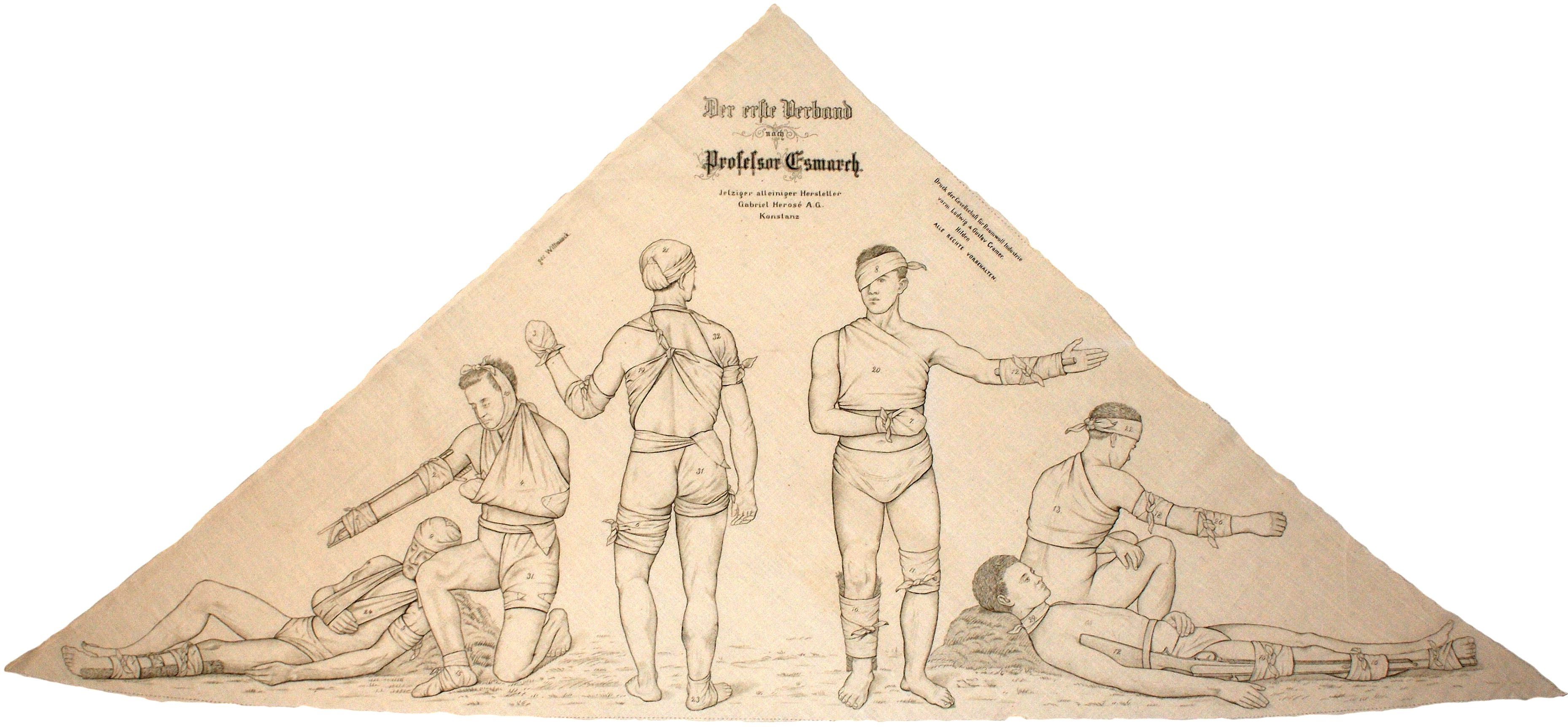
Dreiecktuch gestaltet von Wittmaack

1853 wurde er in seiner Heimatstadt Kiel ansässig, wo er seine Dienste als Porträtmaler anbot. Nachdem er 1856 geheiratet hatte, sah er sich genötigt, eine Zeichenschule einzurichten. Der Chirurg Friedrich von Esmarch entdeckte sein Talent und beschäftigte ihn als medizinischen Zeichner der Universität. Im Jahr 1862 stellte er an der Christian-Albrechts-Universität ein Gesuch auf Unterstützung für die Einrichtung einer Lithographischen Farbendruckerei. Proben dieser Tätigkeit waren auf der Weltausstellung 1867 in Paris und auf der Weltausstellung 1873 in Wien zu sehen. Darunter waren das legendäre, von Esmarch erfundene Dreiecktuch. Es war mit bildlichen Darstellungen Wittmaacks bedruckt, die 34 verschiedene Anwendungsmöglichkeiten vor Augen führten.

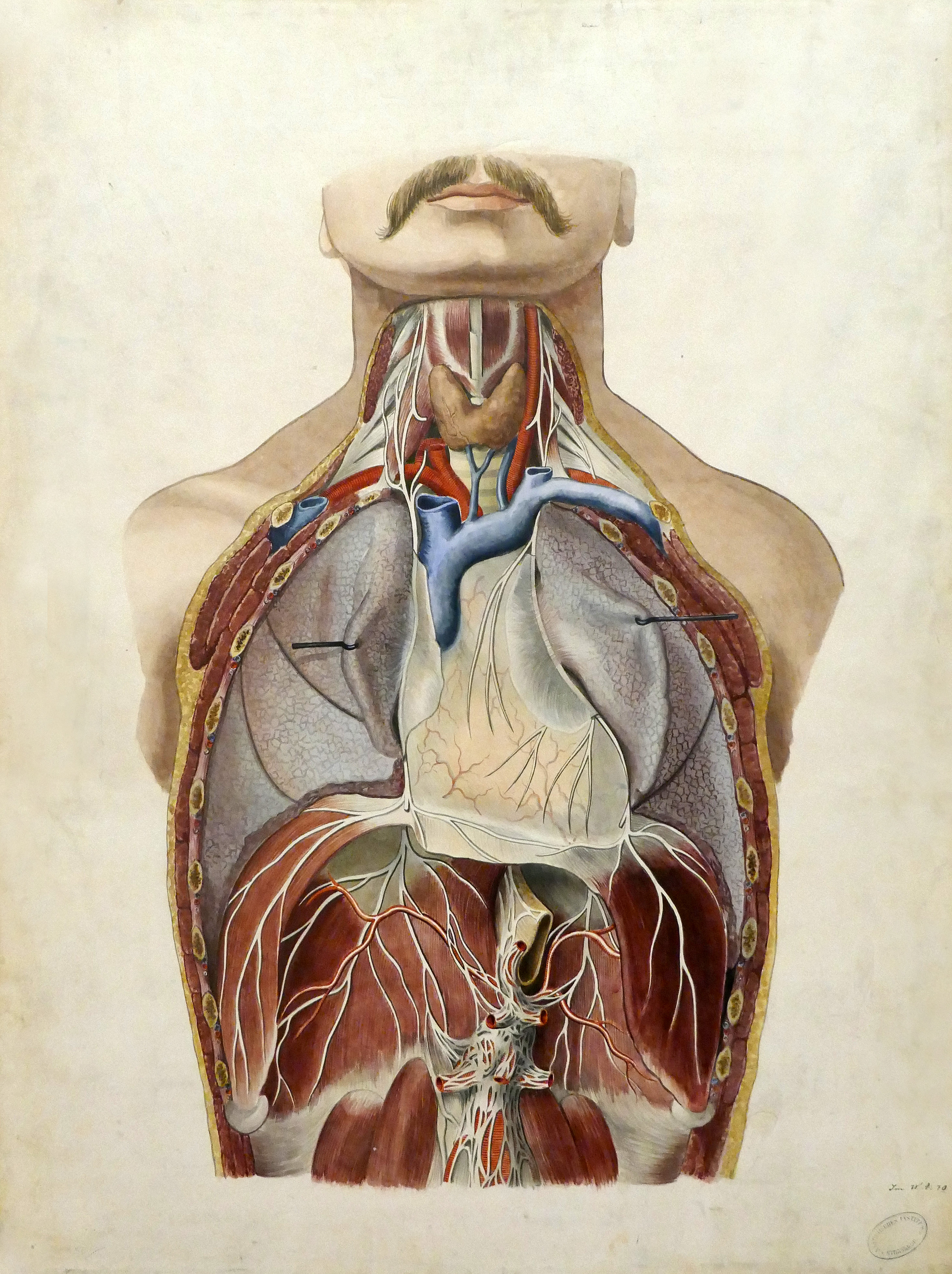
Anatomische Zeichnung Wittmaacks aus der Straßburger Zeit

1874 wurde Wittmaack als Universitätszeichenlehrer an die neue Kaiser-Wilhelms-Universität Straßburg berufen. Noch 1878 war er als aktiver Mitarbeiter verzeichnet ist. Er starb am Anfang des Jahres 1887.
Zeichnungen in Publikationen
- Friedrich von Esmarch: Ueber den Kampf der Humanität gegen die Schrecken des Krieges. Ein Vortrag … mit 5 Holzschnitten nach Zeichnungen von J. Wittmaack. Schwers’sche Buchhandlung, Kiel 1869, S. 28–39 (books.google.de).
- Friedrich von Esmarch: The Surgeon’s Handbook on the Treatment of Wounded in War: Prize Essay. Sampson Low, Marston, Searle & Rivington, 1878 (englisch, books.google.li Originalausgabe – Internet Archive – deutsch: Handbuch der Kriegschirurgischen Technik eine gekrönte Preisschrift. Hannover 1877. Übersetzt von H. H. Clutton): “Die Originalzeichnungen […] sind zum Grössten Theil von den Malern Herrn Joh. Wittmaack [jetzt in Strassburg] und H. Braune in Kiel”